# Kunstindeks Danmark
Kunstindeks Danmark (KID) er det centrale register over kunstværker i statslige og statsanerkendte, danske museer. Registeret, der er det kunsthistoriske sidestykke til Museernes Samlinger, blev grundlagt i 1985 på Statens Museum for Kunst og drives siden 2002 af Slots- og Kulturstyrelsen. Ansvaret for oplysningernes korrekthed påhviler museerne, som indberetter via det webbaserede registrerings- og indberetningssystem, Regin, eller gennem eksport fra egne, lokale databaser. Hensigten med registeret er at tilbyde museerne selv en landsdækkende oversigt, der gør det muligt for dem at prioritere deres indkøb af kunst. Men meningen er i lige så høj grad at give offentligheden et indblik i, hvad museerne har i deres udstillinger og magasiner. Registeret rummer oplysninger om ca. 101.155 værker af danske og udenlandske kunstnere, heraf er godt 34.000 værker forsynet med illustrationsfotos (januar 2010). En digitaliseret udgave af Weilbach: ”Dansk Kunstnerleksikon” fungerer som en integreret del af Kunstindeks Danmark.

## Ekstern henvisning
- Kunstindeks Danmark